# Geldrop-Mierlo
Geldrop-Mierlo es un municipio de la provincia de Brabante Septentrional en los Países Bajos, en el área metropolitana de Eindhoven. El 30 de abril de 2017 contaba con una población de 39.213 habitantes, sobre una superficie de 31,39 km², de los que 0,37 km² corresponde a la superficie cubierta por el agua, con una densidad de 1264 h/km².  
El municipio se formó el 1 de enero de 2004 por la fusión de los antiguos municipios de Mierlo y Geldrop, al que ya en 1921 se había agregado Zesgehuchten, con centro en Hoog Geldrop, ahora plenamente integrado en Geldrop. El ayuntamiento se encuentra en Geldrop.

## Galería de imágenes

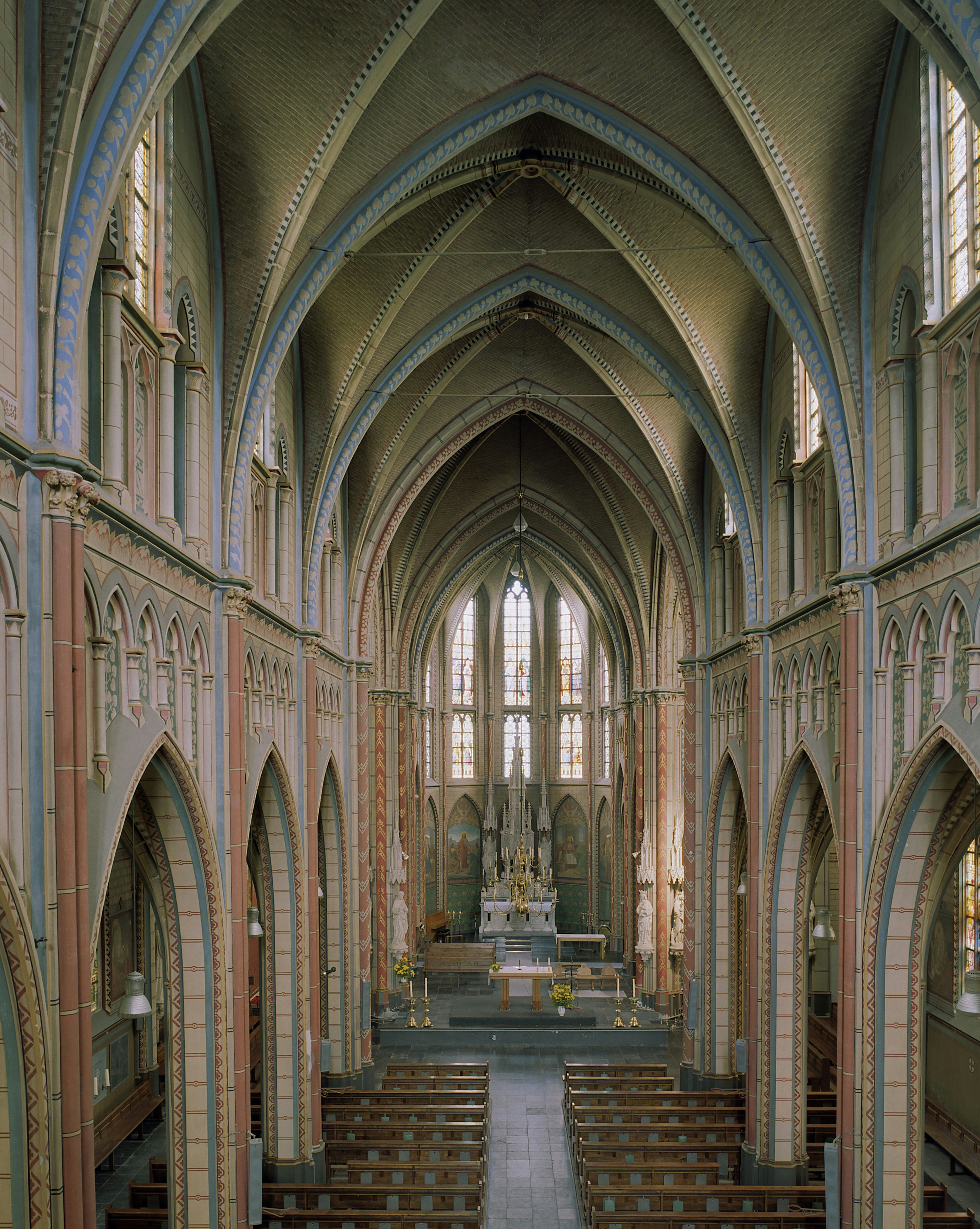
Zesgehuchten: interior de la iglesia neogótica de Santas María y Brígida, 1879-1884, H. J. van Tulder.
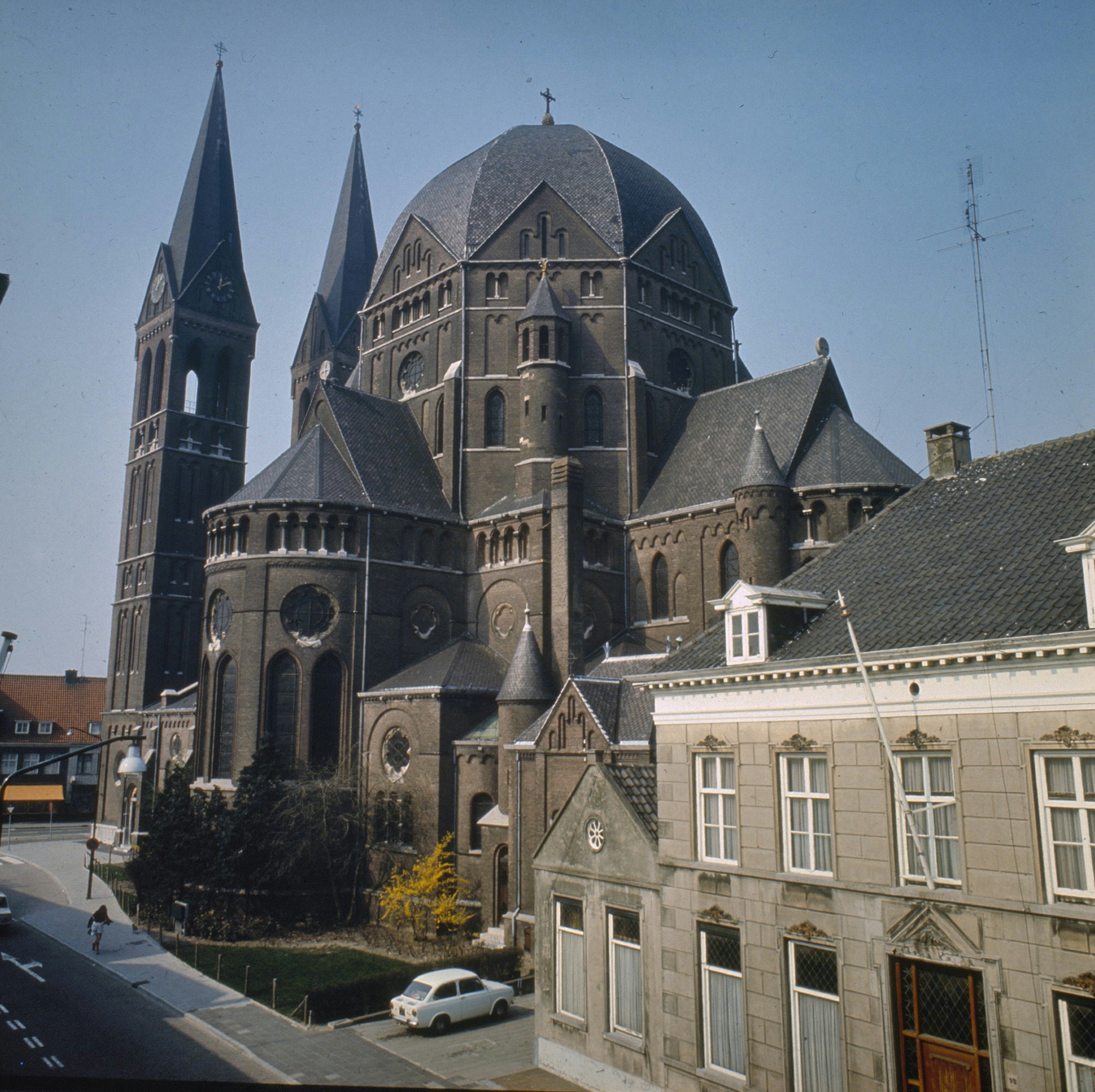
Geldrop: iglesia de Santa Brígida, 1889-1891, obra de Carl Weber en un estilo tradicionalista con elementos neorrománicos y neogóticos.
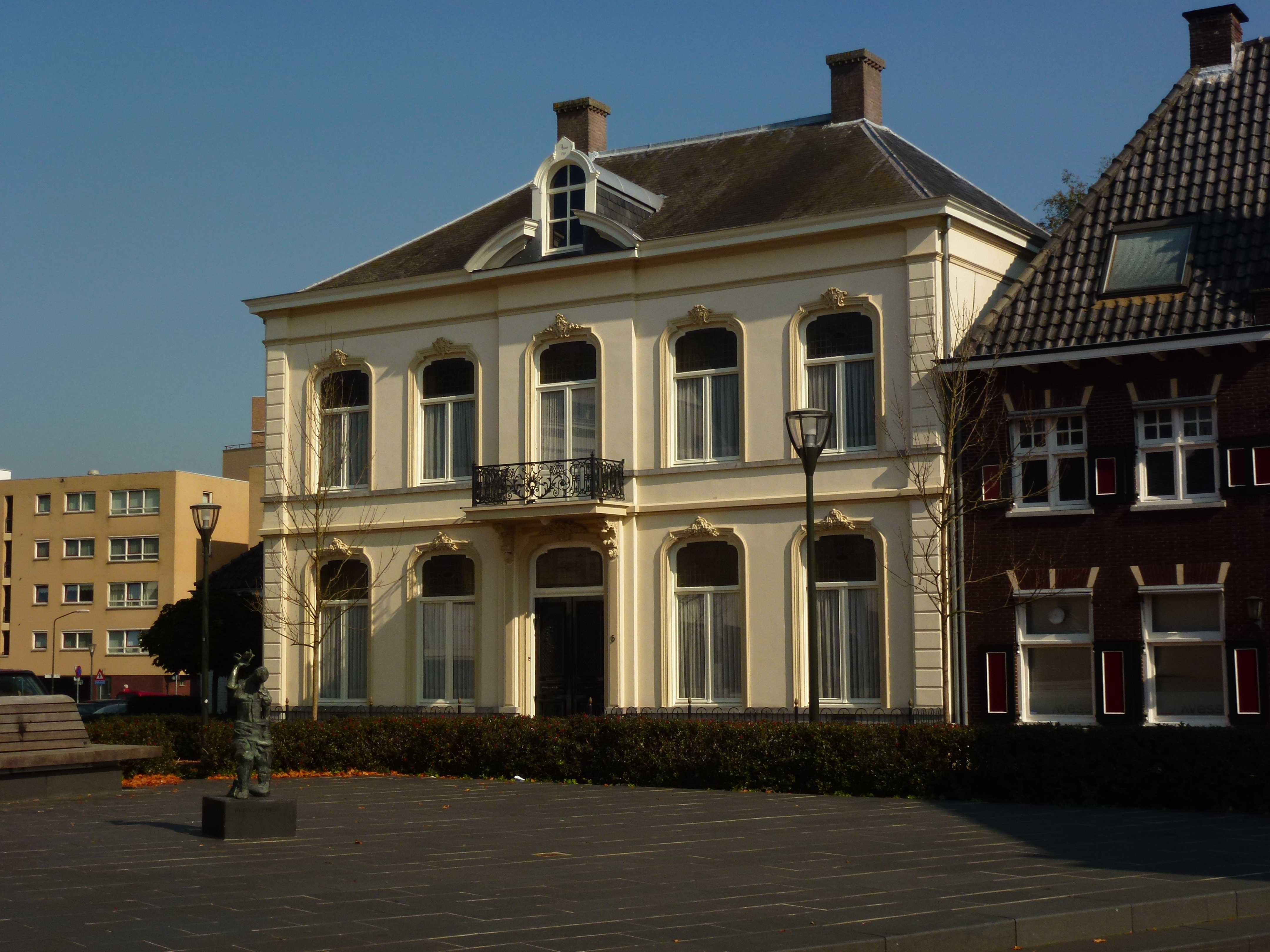
Geldrop: casa de estilo ecléctico de mediados del siglo XIX.
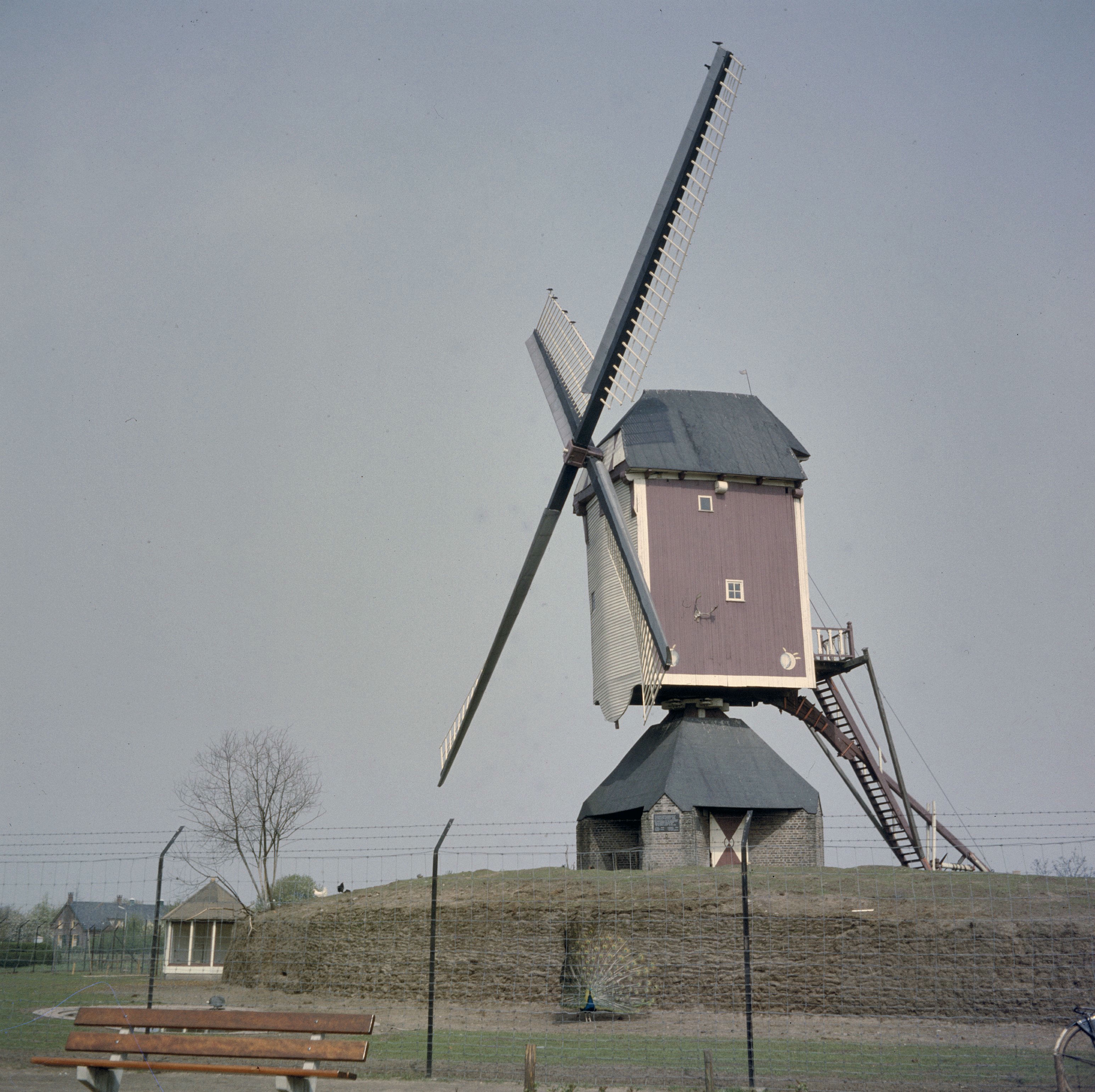
Mierlo